# オクシタニア・ナショナリズム

オクシタニア旗

オクシタニア・ナショナリズム（仏語：Nationalisme occitan オック主義、オクシタニア民族主義）は、フランス南部のオック諸語圏（オクシタニア）における民族運動。オック語に代表される南仏特有の文化を持つオクシタニア人（オック人）の民族自決及び自治をフランスに求める政治運動を指し、スペイン・イタリア・モナコの一部地域にも広がっている。
現時点でオック主義は他のフランス共和国における分離主義や自治運動（ブルターニュ、コルシカ、ノルマンディー、アルザス、サヴォワ、ニース、北カタルーニャ、フランス領バスク）の中でも穏健な運動に留まっており、合法的な政党活動に力点が置かれている。政党活動についても幾つかの組織が乱立していて、国政を動かす程の大きな運動にはなっていない。一方で着実に支持者は増加傾向にあり、2010年にはオクシタニア党（Partit occitan）がオック主義者政党として初めて地方議会議席を獲得した。

## 概要

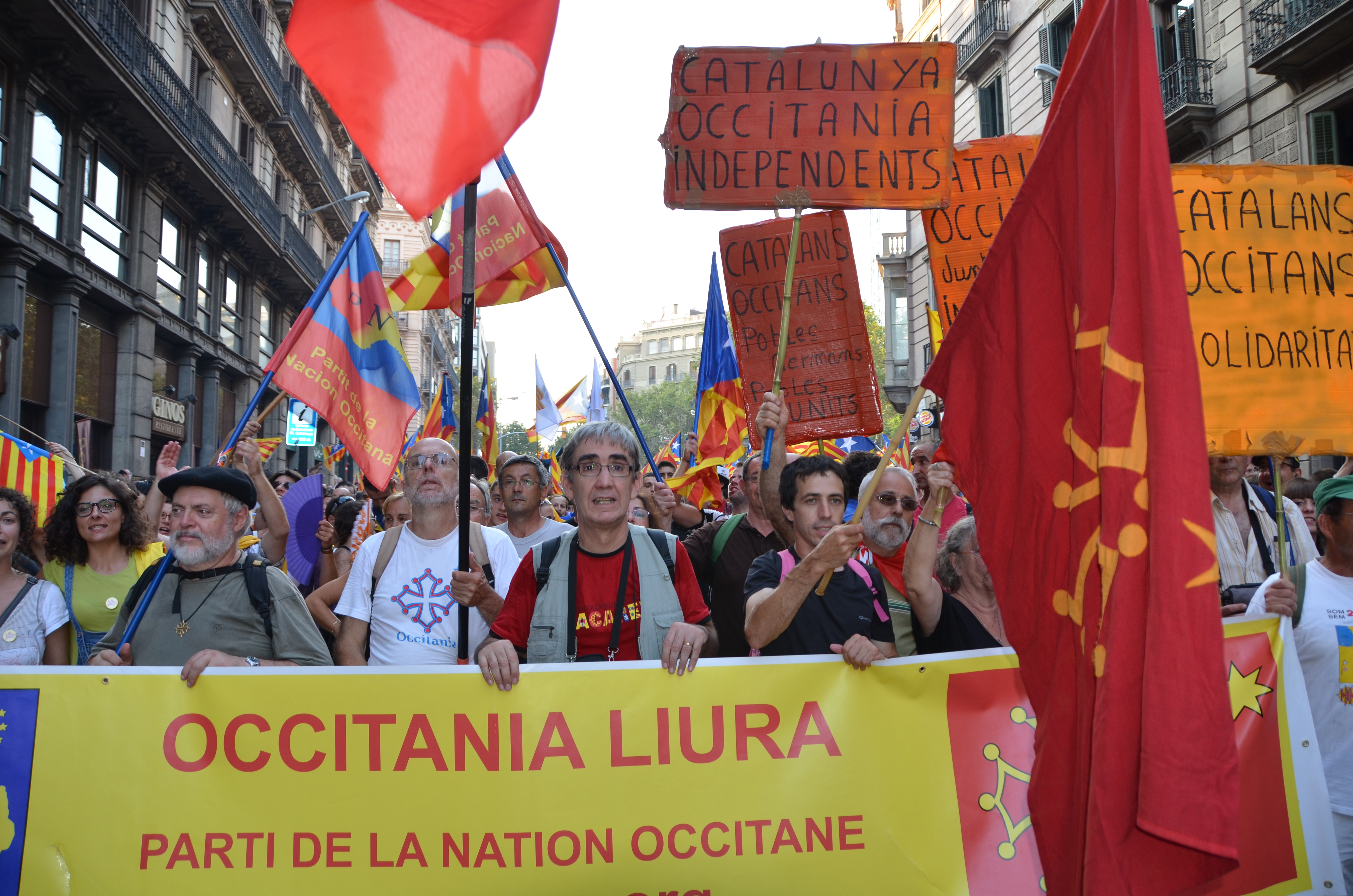
2012年に行われたオクシタニア独立運動とカタルーニャ独立運動による合同行進

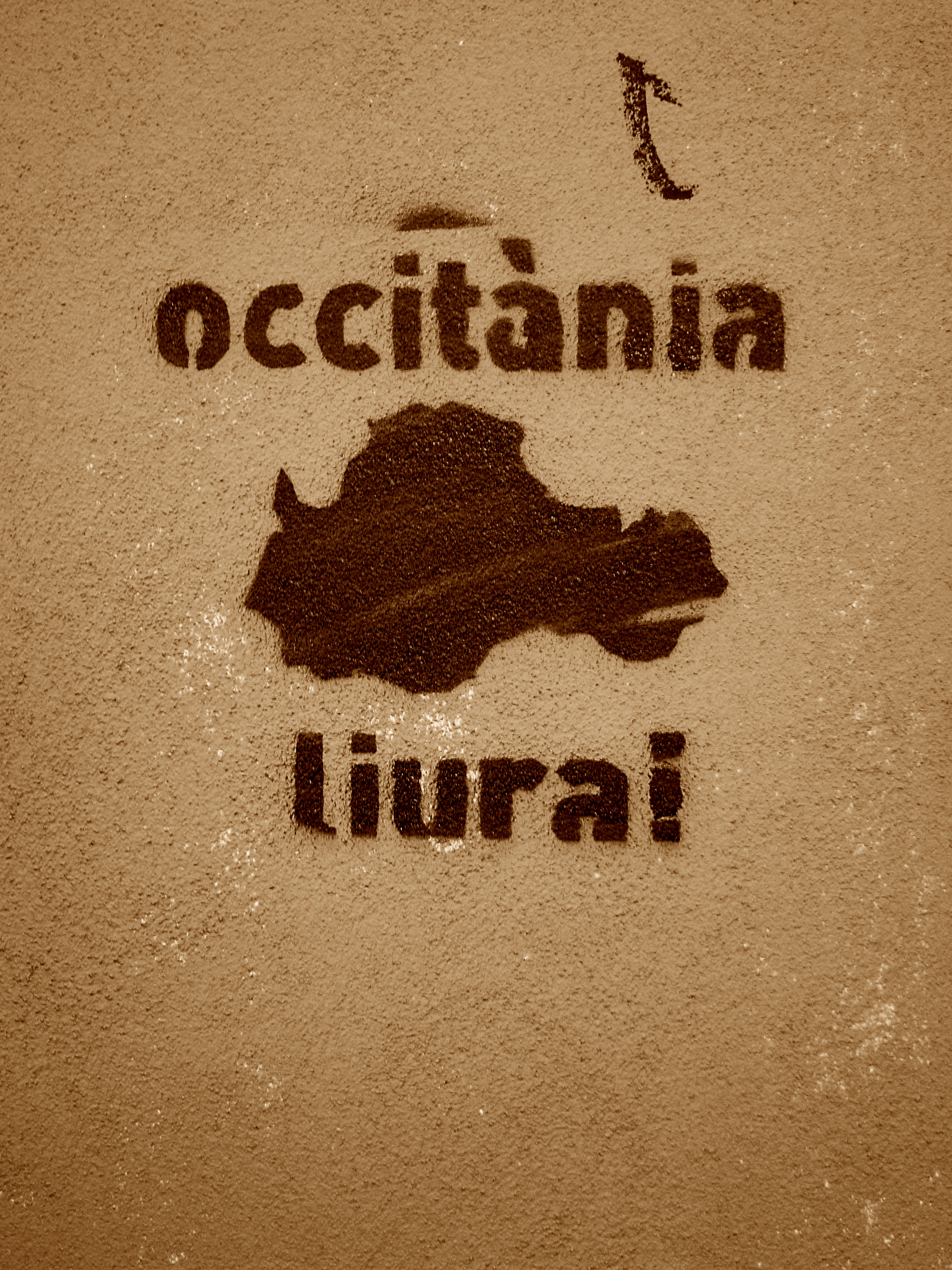
オック主義者のスローガンである「オクシタニアに自由を！」（Occitània liura!）とオクシタニアが描かれた壁画（トゥールーズ）

オック語に代表される南仏固有の文化や風習を守ろうとするオクシタニア・ナショナリズムは20世紀前半には既に始まっていて、1904年にはフレデリック・ミストラルがプロヴァンス語文学でノーベル文学賞を受賞している。しかし南仏の自治を求める運動が本格化したのは第二次世界大戦後のシャルル・ド・ゴール政権下での事となる。
現代フランスの中央集権化を肯定するド・ゴール主義に基き、1950年代末期から1960年代のフランス政府は首都パリを中心とした北仏に予算を集中させる優遇政策を採り、南仏住民の間で不公平感が蔓延した。1959年、かつて1948年に「オック共和国」の樹立を試みた政治家フランソワ・フォンタンにより、オクシタニアを国家と規定するオクシタニア民族党（Partit de la Nacion Occitana、PNO）が結党された。
1962年、オクシタニア中部にあるドカズヴィル（オック語：ラサーラ）の工業地帯が閉鎖された事はオクシタニア主義にとって重要な契機となった。1968年、経済政策への不満と伝統的な地方文化運動が結合される形で「南仏は北仏による統一フランスの植民地として扱われている」とするオクシタニア・ナショナリズム（Occitan nationalism）が確立された。郷土主義的な分離・自治運動の多くがそうであるように、オクシタニア主義も排外主義のような右翼運動よりも労働運動など左翼運動からの影響を受けた。1974年、社会主義と左派ナショナリズムを掲げるオクシタニア闘争（Lucha Occitana、LO）が結成された。
1973年、第一次オイルショックで戦後フランスの好景気（栄光の三十年）が終焉すると、結果的に経済的自立を求める動きは鎮静化した。代わりに再び文化運動が自治運動の主軸となってオクシタニア固有の言語・文化・共同体を守る事が重要視されたが、1980年代に入るとオクシタニア・ナショナリズムへの支持は急速に低下していった。政治団体や主義主張が乱立し、広大な領域や住民を取りまとめるナショナル・ロマンティシズムが確立できなかった事が原因と見られている。1990年代の冷戦崩壊期にも幾つかの政治運動が立ち上げられたが、その影響力は限定的なものに留まった。
2000年代から2010年代において南仏の自治運動は新しい展開を迎えており、複数の地方政党が連合してオクシタニア暫定自治政府を設置している。2010年、オクシタニア党（Partit Occitan）の党首ダヴィッド・ゴスクルードがアキテーヌ地域圏議員に選出された。2014年、欧州議会選挙のフランス南西部選挙区でオック自治を主張する候補が擁立された。

### 領域
オクシタニアは概ねオック諸語に分類される言語が普及している全ての土地が含まれる。基本的にはフランス共和国南部が大部分を占めているが、イタリア共和国北西部及び南部、スペイン王国北東部、モナコ公国も定義に含まれている。オック主義におけるオクシタニアの中心地は大都市トゥールーズで、自治政府や主権国家が成立した際の首都にも選定されている。
| 所属国家     | 主張される領域                                        | 広さ (km²) | 人口         |
| ------------ | ----------------------------------------------------- | ---------- | ------------ |
| フランス     | アキテーヌ地域圏 (フランス領バスク含む)               | 38,366     | 280万人      |
| フランス     | オーヴェルニュ地域圏                                  | 26,013     | 132万7000人  |
| フランス     | ラングドック＝ルシヨン地域圏 (北カタルーニャ含む）    | 23,260     | 209万8000人  |
| フランス     | リムーザン地域圏                                      | 16,942     | 71万2000人   |
| フランス     | ミディ＝ピレネー地域圏                                | 45,348     | 268万7000人  |
| フランス     | プロヴァンス＝アルプ＝コート・ダジュール地域圏        | 31,400     | 46万6000人   |
| スペイン     | アラン谷 (カタルーニャ州)                             | 634        | 1万人        |
| イタリア     | グアルディア・ピエモンテーゼ (カラブリア州)           | 21         | 2000人       |
| イタリア     | オクシタニア谷（英語版、 リグリア州及びピエモンテ州） | 4,500      | 20万人       |
| モナコ       | 全域                                                  | 2          | 3万3000人    |
| 合計         |                                                       |            |              |
| オクシタニア |                                                       | 190,986    | 1473万5000人 |

## 団体
- オクシタニア党
- オクシタニア国家党
- オクシタニア革命左派